# Baia di Clayoquot

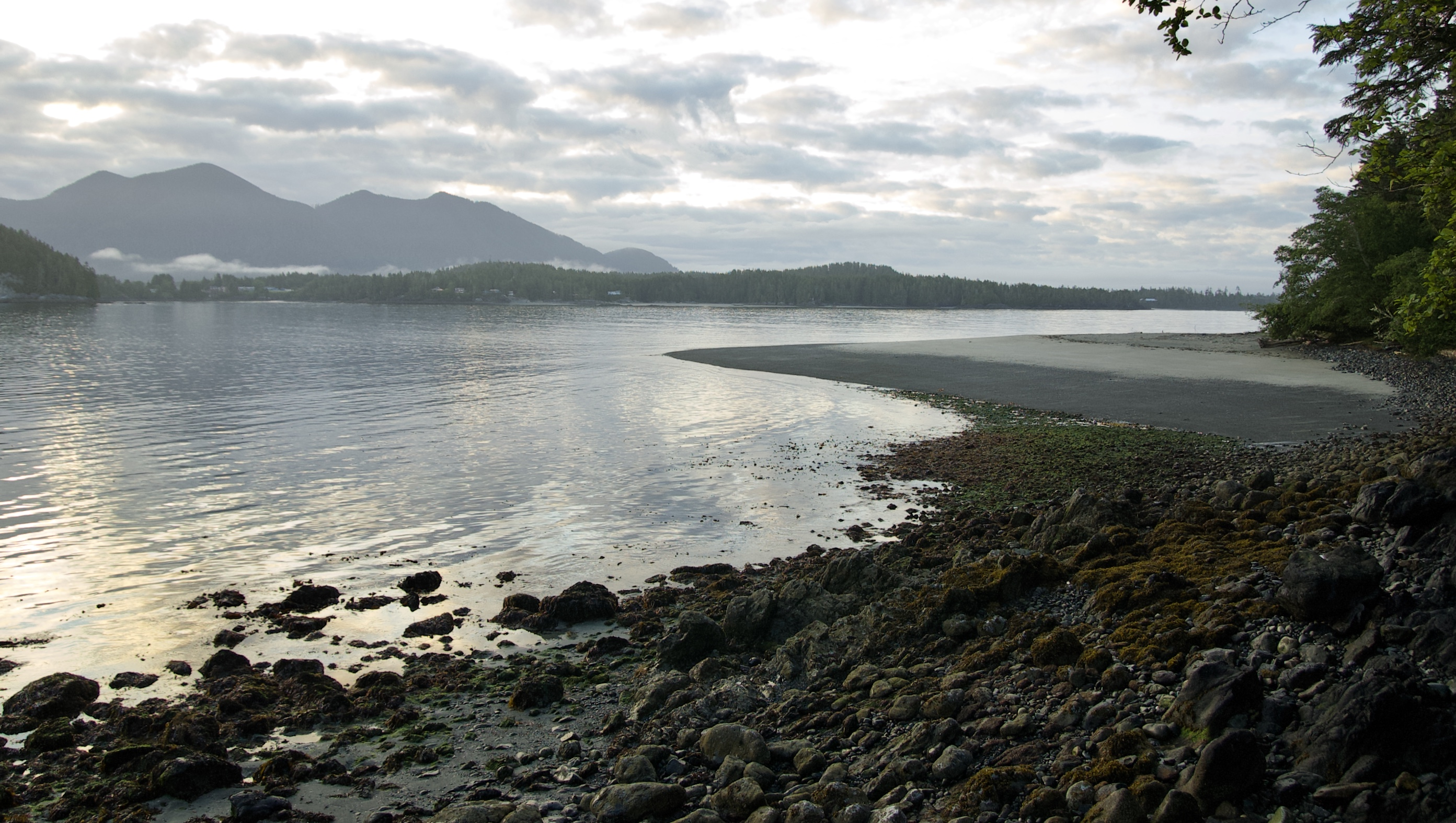
La baia di Clayoquot

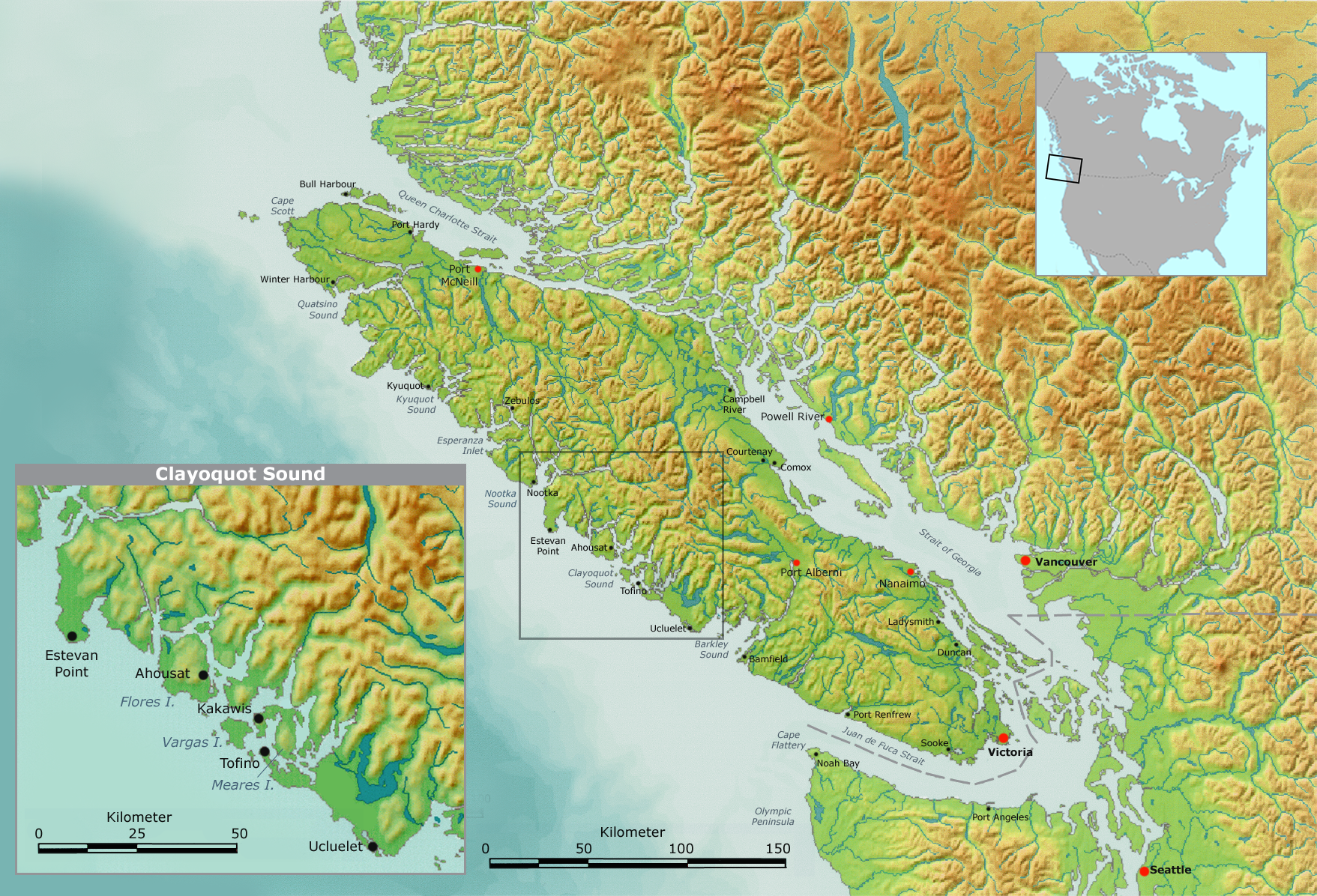
La baia di Clayoquot nell'isola di Vancouver

La baia di Clayoquot (/ˈklɑːkwɒt/) è una zona costiera isolata situata nell'ovest dell'isola di Vancouver nella provincia della Columbia Britannica in Canada, che copre circa 2.700 km². Si estende dalla penisola di Esowista sulla baia di Barkley a sud fino alla penisola di Hesquiaht sulla baia di Nootka a nord e comprende la baia stessa oltre alle terre vicine fino alla catena montuosa. 
La baia è costeggiata da foreste vergini appartenenti all'ecosistema delle foreste umide temperate, da corsi d'acqua, da laghi e da spiagge. Comprende una parte delle riserve del Parco nazionale dell'anello del Pacifico, il Parco provinciale di Strathcona e parecchie altre sone protette. Le sole località di una certa importanza sono Tofino e Ucluelet (ciascuna avente pressappoco 1.500 abitanti), entrambe si trovano sulla lingua di terra principale nel sud del territorio. Nel corso degli anni 1990, la regione ha visto affrontarsi gli interessi della protezione della natura e quelli dello sfruttamento forestale. 
Il nome Clayoquot deriva da un sottogruppo dei Nuu-chah-nulth, che vivevano presso Clayoqua, oggi fusi nel governo della banda multigruppo conosciuta come Tla-o-qui-aht, che significa "diverso" o "cangiante". Fino al 1861 la baia si chiamava "baia Wickaninnish".